# مارکو کورنس
مارکو کورنس (انگلیسی: Marco Cornez; ۱۵ اکتبر ۱۹۵۷ – ۲۱ مهٔ ۲۰۲۲) بازیکن فوتبال اهل شیلی بود.
وی همچنین در تیم ملی فوتبال شیلی بازی کرده‌است.